# Corniche du Drac
La corniche du Drac est un petit plateau de France situé en Isère, au sud de Grenoble. Dominé par le Sénépy à l'est avec ses 1 769 mètres d'altitude, il surplombe la basse vallée du Drac à l'ouest et notamment le lac de Monteynard-Avignonet. Il mesure environ six kilomètres de longueur pour un kilomètre de largeur et une altitude moyenne de 600 mètres. Les villages et hameaux de Rouac, Marcieu, les Champs, Châteaubois et Cléau reliés par la route départementale 116 sur les communes de Marcieu et Mayres-Savel y sont établis face au Trièves et au massif du Vercors à l'ouest.

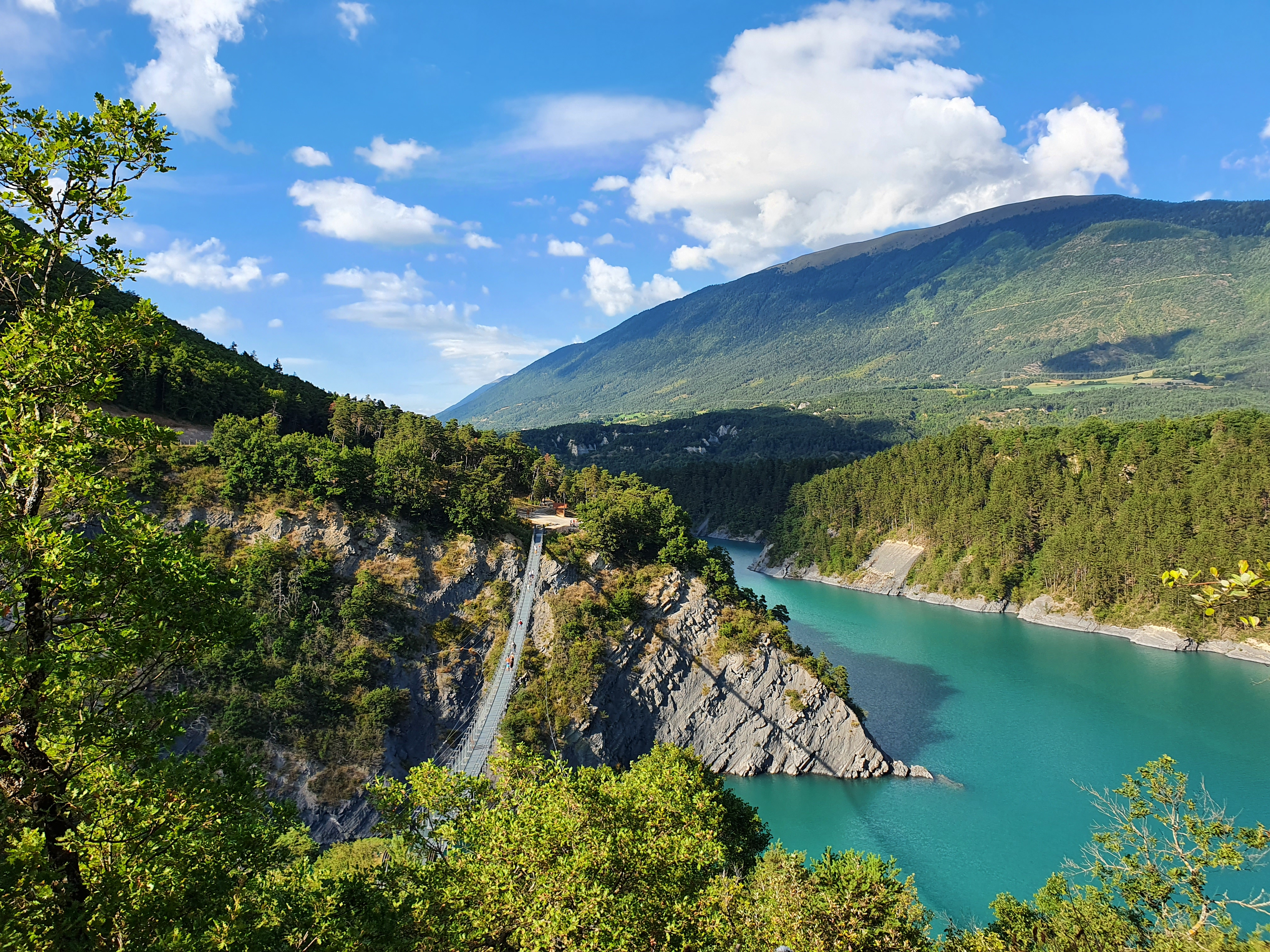
Vue de la corniche du Drac sur la rive opposée du lac de Monteynard-Avignonet depuis la passerelle himalayenne de l'Ébron au sud-ouest.